# Rejon wałujski
Rejon wałujski (ros. Валуйский райо́н) – jeden z dwudziestu-jeden rejonów obwodu biełgorodzkiego w Rosji. Według danych z 2021 roku rejon zamieszkiwały 65953 osoby. Siedzibą administracyjną rejonu są Wałujki.